# Чунь-Чеш
Чунь-Чеш — посёлок в Таборинском районе Свердловской области России.

## География
Посёлок Чунь-Чеш муниципального образования «Таборинского муниципального района» расположена в 34 километрах (по автотрассе в 50 километрах) к юго-востоку от районного центра села Таборы, на правом берегу реки Тавда. В окрестностях посёлка, в 3 километрах от него, проходит автодорога Тавда – Таборы. 

## История
Посёлок Чунь-Чеш входит в состав муниципального образования «Кузнецовское сельское поселение».

## Население
| 2002 | 2010 |
| ---- | ---- |
| 2    | ↘0   |